# Chersotis dequadrata
Chersotis dequadrata är en fjärilsart som beskrevs av Franz Dannehl 1929. Chersotis dequadrata ingår i släktet Chersotis och familjen nattflyn. Inga underarter finns listade i Catalogue of Life.